# Paroedura stellata
Paroedura stellata — вид геконоподібних ящірок родини геконових (Gekkonidae). Ендемік Майотти.

## Поширення й екологія
Paroedura stellata є ендеміками острова Майотта в архіпелазі Коморських островів. Вони живуть у незайманих вологих тропічних лісах, на висоті до 660 м над рівнем моря. Ведуть напівдеревний спосіб життя.

## Збереження
МСОП класифікує цей вид як вразливий. Paroedura stellata загрожує знищення природного середовища та конкуренція з інтродукованими геконами Hemidactylus platycephalus.